# Cantón de Mayet
El cantón de Mayet era una división administrativa francesa, que estaba situada en el departamento de Sarthe y la región de Países del Loira.

## Composición
El cantón estaba formado por siete comunas:
- Aubigné-Racan
- Coulongé
- Lavernat
- Mayet
- Sarcé
- Vaas
- Verneil-le-Chétif

## Supresión del cantón de Mayet
En aplicación del Decreto nº 2014-234 de 24 de febrero de 2014, el cantón de Mayet fue suprimido el 22 de marzo de 2015 y sus 7 comunas pasaron a formar parte; seis del nuevo cantón de Le Lude y una del nuevo cantón de Château-du-Loir.